# Kašpar I. z Nostic
Kašpar I. z Nostic-Čochy (německy Kaspar I. von Nostitz-Tzschocha, * před rokem 1430 - kolem 1490) byl žoldnéřský vůdce na straně německých rytířů ve třináctileté válce, později byl hejtmanem ve Zhořelci a Budyšíně a slezským polním hejtmanem.

## Původ
Kašpar z Nostic pocházel z lužického šlechtického rodu Nosticů s majetky v Horní Lužici a ve Slezsku, které tehdy byly obě součástí Českého království.

## Život

### Ve službách Zaháňských
Od roku 1439 byl zapojen do sporu o nástupnictví v Hlohovsku. Ve stejném roce se rodina Nosticů vzdala svého domova předků na zámku Kytlice, včetně panství Nostice, které dalo jméno celému rodu. Roku 1451 získali také hrad Čochu, který předtím zpustošili husité, podle kterého se Kašpar psal.

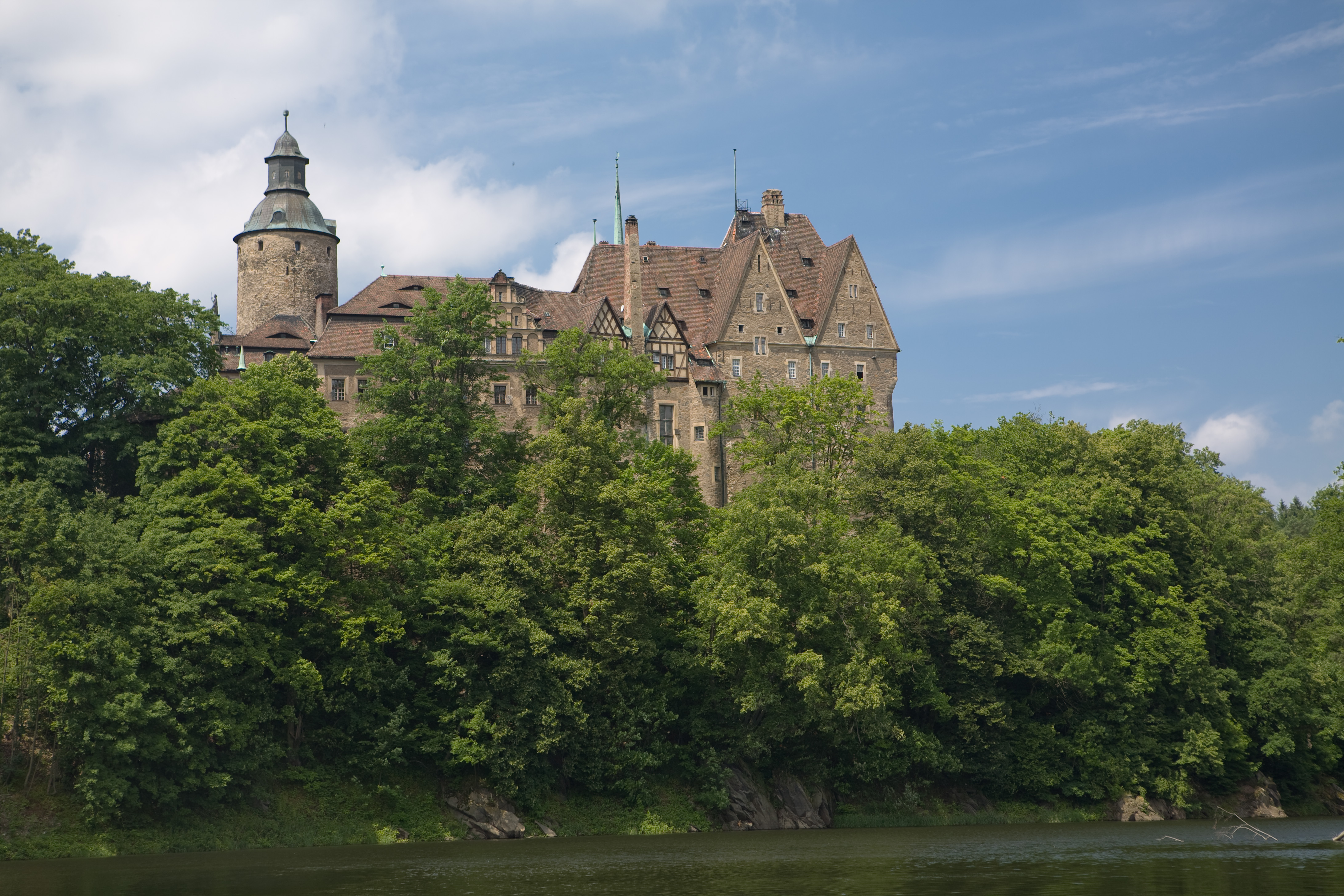
Hrad Čocha z břehu řeky

### Ve službách německých rytířů
Kašpar z Nostic byl v mládí nejprve panošem a později rytířem. Roku 1454 najal žoldnéře a společně s vévodou Rudolfem Zaháňským vtáhl do Pruska na pomoc řádu německých rytířů proti Polsku. Oddíly Kašpara z Nostic byly rekrutovány ve Slezsku a Lužici a on sám je v kronikách označován jako jeden z armádních hejtmanů v bitvě u Chojnic (1454). Ta i navzdory zabití Rudolfa Zaháňského skončila vítězstvím řádu. Nostic později převzal velení důležité chojnické posádky. Spolu se svým krajanem Fritzem z Rabenecku ovládl Pomořsko a úspěšně bojoval s Gdaňskými, kteří byli nakonec rozdrceni v bitvě u Světína. Chojnicd udržel pro Řád německých rytířů až do konce třináctileté války. Během této doby byl několikrát zraněn.
V roce 1466 po tříměsíčním obléhání a poté, co bylo v Toruni již dříve oznámeno příměří, které později vedlo k Toruňskému míru, však město odevzdal Polákům.
Dlouhá válka nebyla pro nájemné žoldáky výhodná, protože řádový stát nemohl vojákům platit žold a ani Nostic nedostal slíbenou mzdu, přestože investoval vlastní jmění. Ze Slezska přivezl alespoň čtyři děla.
Ještě předtím, během přestávky v pruské válce v roce 1464, dočasně vstoupil do služeb Vratislavi proti utrakvistickému králi Jiřímu z Poděbrad. V roce 1467 se stal hejtmanem Zhořelce a partyzánem nepřátelského krále Matyáše Korvína v Horní Lužici. V následujícím desetiletí se zúčastnil války mezi Jiřím z Poděbrad a Korvínem, která trvala až do roku 1479. Pro katolíky neexistovala alternativa k Jednotě zelenohorské. Ve státních funkcích byl považován za dobrého řečníka.

### Místní patriot
Ačkoli byl do té doby věrným Korvínovým příznivcem, kritizoval ho za centralizaci moci a plány připojení. Roku 1471 proto marně protestoval proti jmenování vévody Fridricha I. Lehnického hejtmanem Horní Lužice. V roce 1488 se mu však podařilo zmařit připojení země k Uhersku, o které usiloval královský právník Jiří ze Steinu.

### Závěr života
Kašpar I. z Nostic-Čochy zemřel pravděpodobně v roce 1490.

## Rodina a potomci
Kašpar (též latinsky Caspar) I. je považován za prapředka rothenburské linie Nosticů. Se svou manželkou Sabinou z Gerštorfu měl tři syny:
- Hartvík z Nostic, pán na Rottenburgu, ⚭ NN z Metzradu
- Jiří z Nostic († 1510) pán z Čochy, ⚭ Voršila z Klüxa a Hennersdorfu
- Ota z Nostic, pán na Gottě